# 茶碗蒸
茶碗蒸（日语：／），又称日式蒸蛋，是一种日本料理，因使用茶杯作为容器而得名。
茶碗蒸制作方法与中式蒸蛋类似，使用日式上汤和味醂调味，常见的配料有香菇、白果、鱼板、鸡肉、虾等。